# San Giuseppe (Napels)
San Giuseppe is een van de dertig quartieri, kwartieren of wijken van de Italiaanse stad Napels. De centraal gelegen kleine wijk heeft ongeveer 5.000 inwoners. San Giuseppe is een rijkere centrumwijk. De wijk maakt samen met de wijken Montecalvario, Avvocata, Mercato, Pendino en Porto het stadsdeel Municipalità 2 uit.
San Giuseppe grenst aan de wijken Porto , San Ferdinando, Montecalvario, Avvocata en San Lorenzo.